# Акурай
Акура́й (рос. Акурай) — село у складі Борзинського району Забайкальського краю, Росія. Адміністративний центр та єдиний населений пункт Акурайського сільського поселення.

## Населення
Населення — 327 осіб (2010; 550 у 2002).
Національний склад (станом на 2002 рік):
- росіяни — 97 %